# 萊恩·羅賓斯
萊恩·約翰·柯里爾（英語：Ryan John Currier，1972年11月26日—）或稱藝名萊恩·羅賓斯（英語：Ryan Robbins），加拿大男演員。出演過的知名作品如電視劇《太空堡垒卡拉狄加》（2006年至2009年）、《異形庇護所》（2007年至2011年）、《警衛隊》（2008年至2009年）、《超越时间线》（2014年至2015年）、《绿箭侠》（2015年）、《純粹》（2017年至2019年）、《河谷鎮》（2019年至2023年），以及電影《邪惡的蕾絲莉》（2009年）和《阿波羅18：不存在的任務》（2011年）。他是利奧獎的多次提名者。

## 早年
萊恩·羅賓斯1972年11月26日出生於不列颠哥伦比亚省維多利亞。

## 外部連結
- 萊恩·羅賓斯在互联网电影资料库（IMDb）上的資料（英文）